# Јејл (Мичиген)
Јејл (енгл. Yale) град је у америчкој савезној држави Мичиген. По попису становништва из 2010. у њему је живело 1.955 становника.

## Демографија
Према попису становништва из 2010. у граду је живело 1.955 становника, што је 108 (5,2%) становника мање него 2000. године.
| Група             | 2000.         | 2010.         |
| Белци             | 2.002 (97,0%) | 1.880 (96,2%) |
| Афроамериканци    | 3 (0,1%)      | 11 (0,6%)     |
| Азијати           | 0 (0,0%)      | 1 (0,1%)      |
| Хиспаноамериканци | 29 (1,4%)     | 26 (1,3%)     |
| Укупно            | 2.063         | 1.955         |